# 近代麻雀水着祭
近代麻雀水着祭（きんだいマージャンみずぎさい）は、『近代麻雀』が主催するグラビアアイドル撮影会、水着ファッションショーイベント。インプレス社は、水着の祭典として「日本最大級」としている。

## 概要
近代麻雀における「牌姫グラビア」や「麻雀女子育成企画・近代麻雀学院」のスピンオフとして開催された水着撮影会イベント。主催は竹書房。運営は近代麻雀学院事務局（KARINTOW）。
もともとは麻雀愛好者や、これから麻雀を覚えたいというアイドル、グラビアアイドルを集めた企画だったが、撮影会イベントに発展していくにしたがって、誌名である「麻雀」には無関係な出演モデルが主流となっていった。また初期は前述の「近代麻雀学院」コンテストの一部として開催されており、麻雀や写真撮影での投票により、雑誌表紙や巻頭グラビア出演権が争われていた。
プール撮影会としては後発であることから、グラビアアイドルのスケジュールを押さえるのが難しかったが故、いわゆるライブアイドルグループからの出演者が多く、2022年3月の「サマランアイドルカーニバル」に三上悠亜、七沢みあが出演して以降はセクシー女優の出演も増えた。以降も撮影イベントに参加したことがない（少ない）モデルが登場することが特色であり、これによりSNSで拡散、ニュース性を狙っている。
2022年には水着メーカー「PEAK&PINE」、「sugar」のファッションショーが特設ランウェイを使用して行われるなど撮影会とひとくくりにできない規模に発展。オフィシャルカメラマンの下山春香によると、公式カメラマンは全員女性で揃えられていた。
また出演者も年を経るごとにライブアイドル、グラビアアイドル、コスプレイヤー、セクシー女優、インフルエンサー、ショーダンサーと多様なモデルが集うようになっていった。出演を機に注目を集め、本格的にグラビア活動をするライブアイドルやインフルエンサーもいるほか、セクシー女優を経てプール撮影会に里帰りした稲森美優などもいる。
2022年度は4月度2日間で164名のモデルが出演した。MCは志田音々が担当した。2023年4月はモデル283名参加。MCは日替わりで冴木柚葉、宮崎あみさが担当した。
2023年6月に開催予定だったイベントは後述の理由で中止となり、2023年8月26、27日に神奈川・横浜アリーナで開催される音楽フェス「@JAM EXPO 2023 supported by UP-T」にて、「近代麻雀水着祭」とコラボしたアイドル撮影会「@JAM CIRCLE（アットジャムサークル）」開催を発表（実際には水着ではなく浴衣撮影イベントとなった）。同年9月16日から18日まで開催した「近代麻雀水着祭。2023 9」でプール撮影会を再開。ファッションショーでは熊澤風花、坂東遥、和泉芳怜が日替わりで司会を務めた。終了後、2024年でこの名称を使用するのが最後になることを発表した。

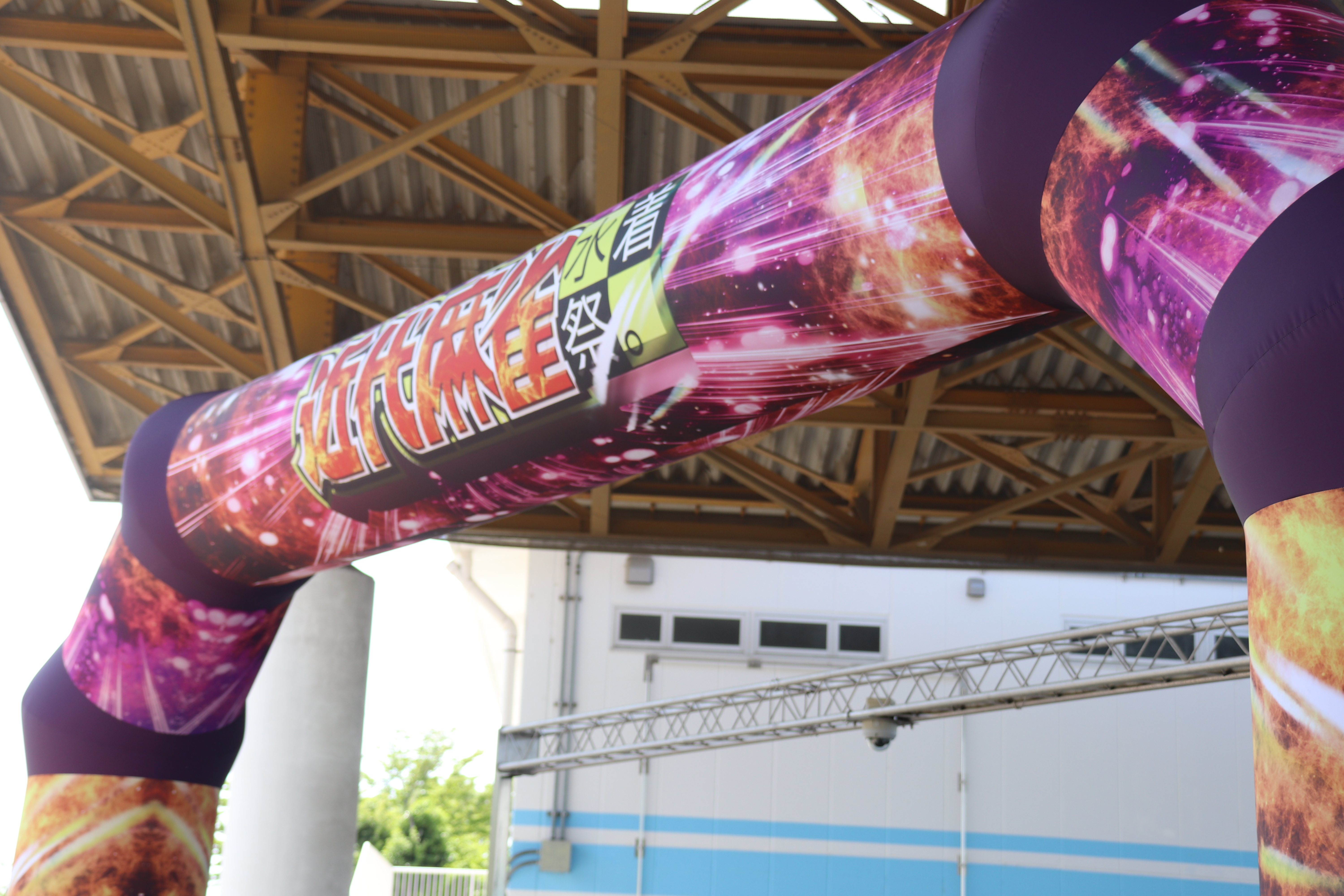
特設入場ゲート（2024年4月撮影）

2024年4月は「SPLASH SUMMER×近代麻雀水着祭2024」として開催。場内で行われたファッションショー「sugar COLLECTION」では、岸明日香、かとゆり、阿部菜々実が日替わりで司会を務めた。

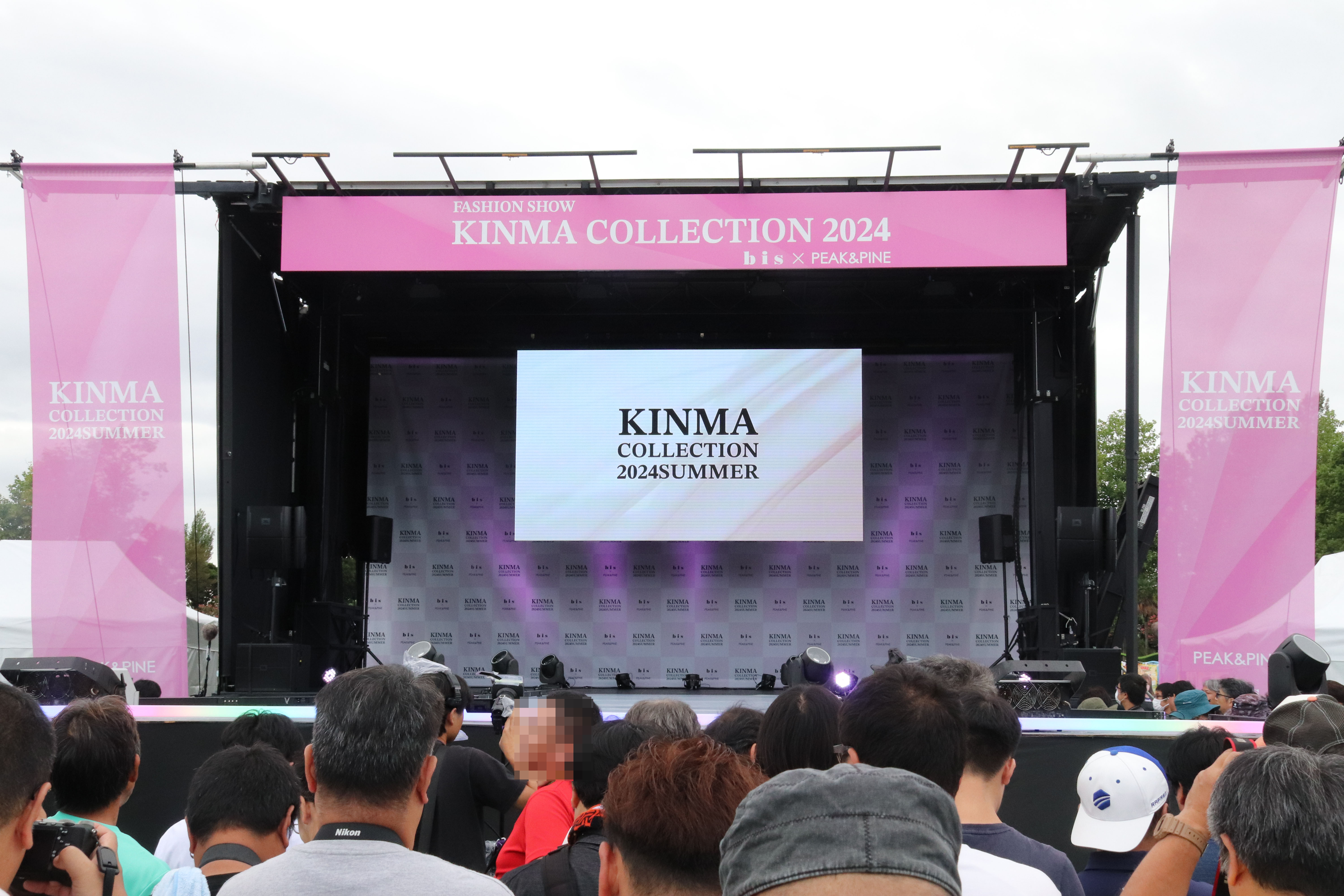
「bis×PEAK&PINE」SPECIAL STAGE（2024年9月撮影）

同年9月に行われたの「近代麻雀水着祭2024ファイナル」では女性誌「bis」（光文社）と水着メーカー「PEAK＆PINE」とのコラボステージが組まれるほか、ファッションショーMCとして篠崎愛、松本日向、岩田陽菜、松田実桜、葉月くれあ、加藤綾乃、宮崎あみさが務めた。
ファイナルをもって「近代麻雀水着祭」を銘打つイベントは最後となり竹書房も主催からは離れたが、運営チームはその後も別ブランドの撮影会を主催、運営している。2025年10月開催予定の『近代麻雀常夏祭in東京サマーランド』より「近代麻雀」の冠が復活した。

## 中止騒動
2023年6月9日、しらこばと水上公園で同月24、25日に開催予定だったイベントが中止されることが公式Twitterより発表され、SNS上で波紋を呼んだ。同月6日、日本共産党埼玉県議会議員団は、城下のり子、伊藤はつみ、山﨑すなお県議らが埼玉県に対してイベントを中止するよう申し入れしていたことを明らかにした。同月の県内開催予定であった他社主催のプール撮影会も中止となった。
14日、公式Twitterにて運営会社であるKARINTOWが改めて経緯を説明し、しらこばと水上公園管理側と取り決めていた「一部の出演者のポーズについての条件及び禁止区域での撮影条件について適正でなかった事は事実」と非を認め、謝罪した。同日には竹書房も公式サイトにて「お詫びとお知らせ」を更新。謝罪するとともに、KARINTOW側から条件提示から6月8日までの経緯報告を一切受けておらず、情報共有ができていなかったことを明らかにした。
このイベントに出演予定だった神谷じゅりなは、「私がイベントで生計を立てる身だったら困っていただろう」「人の仕事を奪う程正当な理由があるなら仕方ないが、そもそもグラビアも近代麻雀も悪の様に扱われている様に感じた」と述べた。アイドルグループのGoodknightに所属する雫井なのは、自身も出演予定だったとし「近代麻雀には憧れていた。ただただ悔しい」と述べ、「やせるきっかけになっていた」と感謝した。41歳のアイドルとして活動するまりえは、「近代麻雀水着祭のおかげでバズれた」「めっちゃ健全に行われていたし、スタッフも凄く頑張っていた」とコメント。また、申し入れを行った日本共産党にも批判の声が殺到し、平裕介、戸舘圭之などの弁護士も苦言を呈した。
また、後述のように近代麻雀水着祭の運営者は水着以外の浴衣や制服着用の撮影会も催しているが、2024年8月の埼玉県鴻巣市の廃校となった小学校校舎を使用した撮影イベントでは、住民と複数の市議、市民団体関係者から「（子供たちの学び舎で性的イベントは）市民感情として受け入れられない」と貸し出し中止を求め、市が「断る内容のイベントとは言えない」と回答した。アイドルの猪狩ともかは「反対してる人たちは制服姿の子を性的な目で見てるってこと?」「これからも私の仲間たちはこの手のクレームでどんどん仕事を失っていくのでしょうか?」と反対運動を批判した。

## 開催実績
※は水着以外の撮影会

### 2018年
- 近代麻雀水着祭（6月30日、川越水上公園）[36]
- 近代麻雀水着祭。REVENGE（2018年9月8日、しらこばと水上公園）

### 2019年
- 近代麻雀水着祭。ラスト@サマー（2019年9月22 - 23日、川越水上公園）

### 2020年
- 近代麻雀水着祭★2020 in 川越水上公園（2020年9月5 - 6日、川越水上公園）

### 2021年
- 近代麻雀水着祭2021（2021年9月4日、5日、しらこばと水上公園）
- ※近代麻雀浴衣祭。（2021年9月23日、スタジオキャナル）[37]

### 2022年
- サマランアイドルカーニバル（2022年3月19日、20日、東京サマーランド アドベンチャードーム）[38]
- 近代麻雀水着祭2022×今夜はアナタのフェス（2022年4月29日、4月30日、しらこばと水上公園）[39]
- THE SHOWTIME PEAK＆PINE COLLECTION powered by 近代麻雀水着祭（2022年6月25日 - 7月3日、しらこばと水上公園）
- 近代麻雀水着祭2022-THE COLLECTION sugar-（2022年9月10 - 11日・17 - 18日、しらこばと水上公園）[40]

### 2023年
- ※近代麻雀着物祭in鳩山会館（2023年1月21日、22日、鳩山会館）
- 近代麻雀水着祭2023-PEAK&PINE COLLECTION-（2023年4月29 - 30日、しらこばと水上公園）[41]
- ※近代麻雀浴衣祭-support by sugar（2023年7月29日、30日、鳩山会館）
- ※学園天国 -support by CONOMi- in 駒沢球場（2023年8月15日、駒沢オリンピック公園硬式野球場）
- 近代麻雀水着祭。2023 9（2023年9月16 - 18日、しらこばと水上公園）[42]

### 2024年
- ※学園天国 -support by CONOMi（2024年1月5日、6日、たちかわ創造舎）
- SPLASH SUMMER×近代麻雀水着祭2024（2024年4月27日 - 29日、しらこばと水上公園）[43]
- ※私立近代麻雀学園at旧笠原小学校（2024年8月13日 - 15日、旧笠原小学校）
- 近代麻雀水着祭2024ファイナル（2024年9月21日 - 23日、しらこばと水上公園）
- ※えなこpresents!『ミューズ撮影会』（2024年10月26日 - 27日、東京サマーランド）※運営のみ、コスプレ主体。第2回以降はPPE主催運営。

### 2025年
- ※きゅるんParty -新作浴衣お披露目撮影会-（2025年5月24日、25日、キラナガーデン豊洲）※運営のみ[44]。
- 真夏の水着祭（2025年7月2日 - 3日、東京サマーランド）